# Serge Choubine
Pour les articles homonymes, voir Choubine.
Serge Choubine, né le 6 mai 1899 à Saint-Pétersbourg et mort le 3 novembre 1931 à Paris, est un peintre russe.

## Biographie
Sergey Alexandre Zalchoupine, dit Choubine, est le fils d'Alexandre Zalchoupine (1867-1929), expert en droit économique et rédacteur en chef, et de Lydie Kreutzer (1874-?).
Entre 1915 et 1918, il côtoie Wassili Iwanowitsch Schuchajew (1887-1973) et Alexandre Iacovleff et expose ses dessins originaux.
En 1921, il est à Berlin où il illustre de ses portraits de nombreuses publications et en 1923, ses dessins sont rassemblés et publiés sous le titre Portraits of Modern Russian Writer (Alexandre Blok, Andreï Biély, Maxime Gorki, Alexis Nikolaïevitch Tolstoï, Boris Zaïtsev, Alexeï Remizov, Ivan Chmeliov…). La même année, il illustre par ses dessins Les Aventures d'Alice au pays des merveilles, œuvre de Lewis Carroll, traduite en russe par Vladimir Nabokov.
Il émigre à Paris à partir de 1924.
Il meurt à l'âge de 32 ans. Il est inhumé au cimetière parisien de Bagneux.

## Œuvres peintes
- Le Joueur de violoncelle (1923)
- Nature morte avec tuyau (1923) Huile sur toile
- Mère et ses enfants (1927)
- Portrait de jeune femme (1928)
- Le Port d'Alger (1929)
- Le Cabaret (1929)
- Cabaret parisien (1929)
- Place animée (1930)
- Femme aux bras croisés (1930)
- Portrait de garçon (1930), aquarelle et gouache
- Femme à la couture (1931)
- Portrait de la femme à la cigarette (1931)

non datées
- Sur la terrasse d'un café des boulevards
- Les Écuyers
- Les Écoliers parisiens
- Portrait du père de l'artiste
- Paysage Urbaine
- Portrait de son père

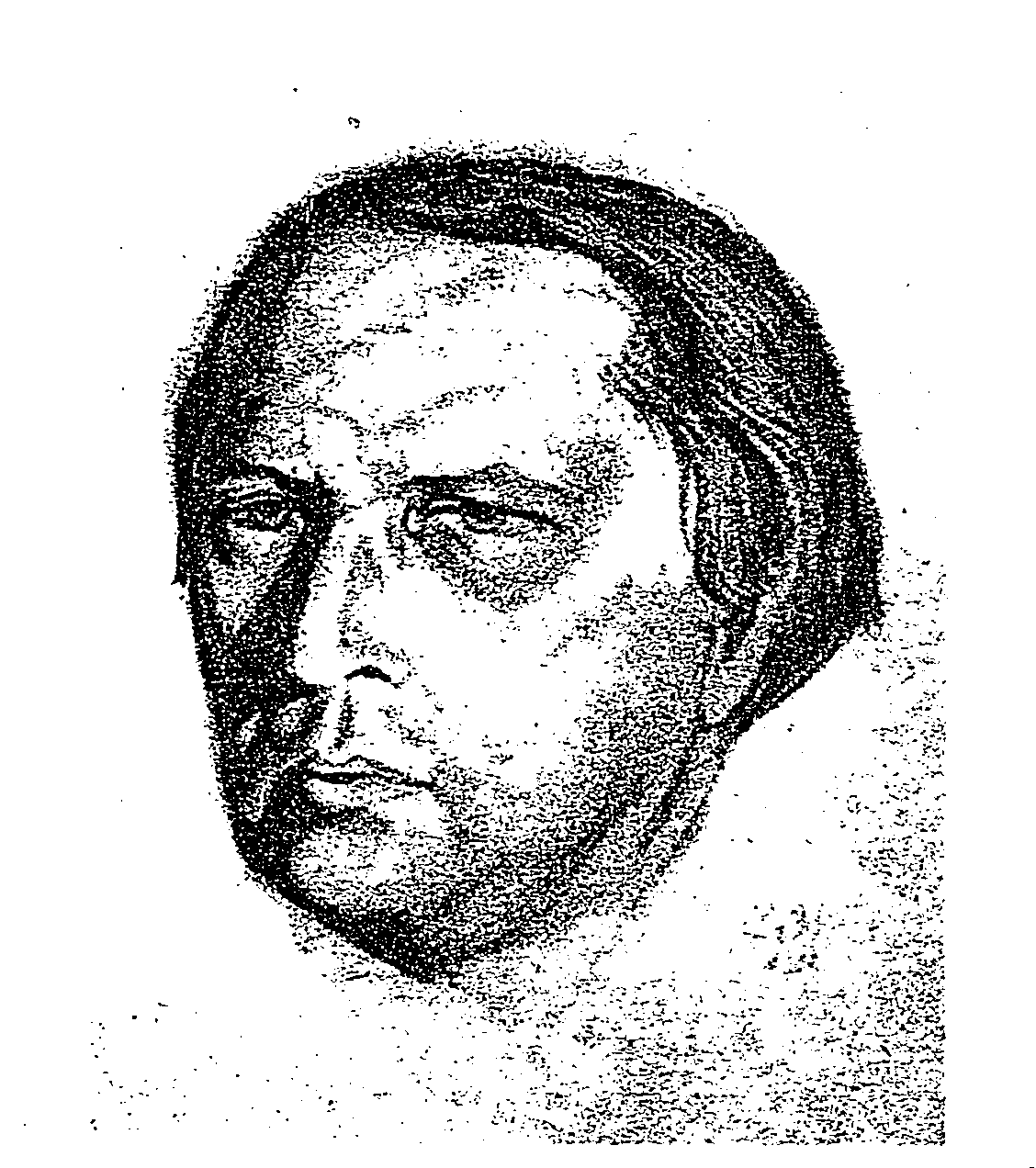
Alexis Nikolaïevitch Tolstoï (1923).
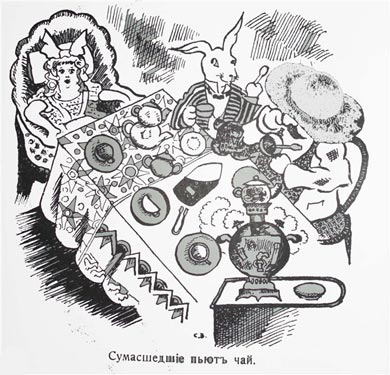
Alice au pays des merveilles (1923).
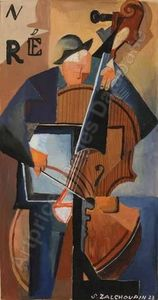
Le joueur de violoncelle (1923).
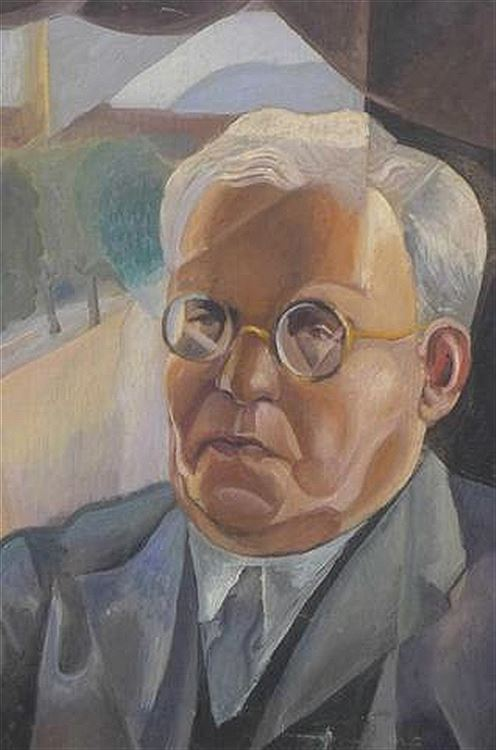
Portrait de son père.
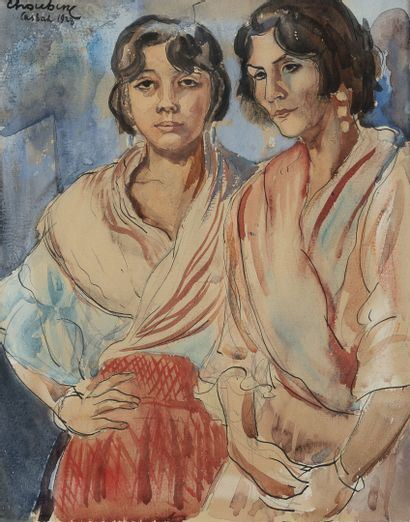
Deux femmes de la Casbah à Alger (1928).
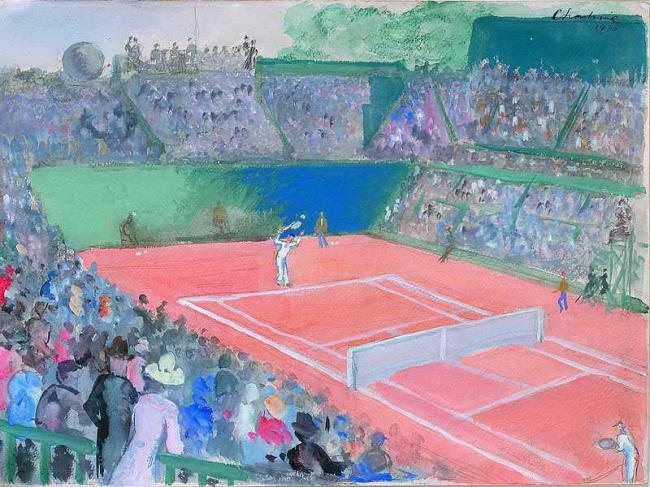
La Partie de tennis (1930).